# Mahabaleshwar
Mahabaleshwar è una città dell'India di 12.736 abitanti, situata nel distretto di Satara, nello stato federato del Maharashtra. In base al numero di abitanti la città rientra nella classe IV (da 10.000 a 19.999 persone).

## Geografia fisica
La città è situata a 17° 55' 0 N e 73° 40' 0 E e ha un'altitudine di 1.352 m s.l.m..

## Società

### Evoluzione demografica
Al censimento del 2001 la popolazione di Mahabaleshwar assommava a 12.736 persone, delle quali 7.044 maschi e 5.692 femmine. I bambini di età inferiore o uguale ai sei anni assommavano a 1.414, dei quali 741 maschi e 673 femmine. Infine, coloro che erano in grado di saper almeno leggere e scrivere erano 9.929, dei quali 5.908 maschi e 4.021 femmine.